# Marui Taiyō -winter ver.-
Singles par Taiyō to Ciscomoon / T&C Bomber
Magic of Love
(1999) Don't Stop Renaichū
(2000)
Marui Taiyō -winter ver.- (丸い太陽 -winter ver.-, ou Marui Taiyou...) est le 6e single du groupe de J-pop Taiyō to Ciscomoon (futur T&C Bomber), sorti en 1999.

## Présentation
Le single, écrit et produit par Tsunku, sort le 8 décembre 1999 au Japon sous le label zetima, deux mois seulement après le précédent single du groupe, Magic of Love. Il atteint la 25e place du classement de l'Oricon, et reste classé pendant trois semaines, se vendant à 29 670 exemplaires durant cette période. Il sort au format mini-CD de 8 cm de diamètre, ancienne norme pour les singles au Japon, bien que le précédent soit sorti au nouveau format maxi-CD de 12 cm, comme ceux qui suivront.
C'est le seul disque du groupe à être interprété en trio, sans Miwa Kominato qui l'a temporairement quitté. C'est le dernier disque sorti par le groupe sous le nom Taiyō to Ciscomoon, avant d'être renommé T&C Bomber début 2000.
La chanson-titre a servi de second générique d'ouverture à la série anime Majutsushi Orphen Revenge. Elle sera ré-enregistrée peu après en quatuor au retour de Kominato sous le titre Marui Taiyō (4nin Ver.) (attribuée à "T&C Bomber"), version qui figurera d'abord sur la compilation du Hello! Project Petit Best ~Ki Ao Aka~ d'avril 2000, puis sur le second album du groupe, 2nd Stage qui sort en septembre suivant. Sa version originale en trio restera inédite en album jusqu'à la sortie de la compilation Taiyō to Ciscomoon / T&C Bomber Mega Best fin 2008.
La chanson sera aussi reprise en 2003 par le groupe affilié Country Musume ni Konno to Fujimoto sous le titre Marui Taiyō (2003 Ver.) en "face B" de son single Senpai ~Love Again~. Elle sera également reprise par un autre groupe affilié Berryz Kōbō sous le titre Marui Taiyō (Unreleased Cover Ver.) dans l'album compilation Kanjuku Berryz Kobo The Final Completion Box sorti en janvier 2015.
Le single de Taiyō to Ciscomoon contient aussi, en plus de la version instrumentale de la chanson-titre, deux versions remixées de la chanson-titre du précédent single du groupe, Magic of Love. Le clip vidéo de la chanson-titre figurera, avec ceux des autres singles, sur la vidéo intitulée All Taiyō to Ciscomoon / T&C Bomber qui sortira fin 2000 ; il figurera aussi sur le DVD Petit Best DVD de fin 2004.
Interprètes
Atsuko Inaba ; Miho Shinoda ; RuRu

## Liste des titres
1. Marui Taiyō -winter ver.- (丸い太陽...?)
2. Magic of Love (T.Y.P. remix)
3. Magic of Love (Masters of funk remix)
4. Marui Taiyō -winter ver.- (Instrumental) (丸い太陽...?)